# Elizabethton
Elizabethton è una città statunitense dello stato del Tennessee, appartenente alla contea di Carter, della quale è la capitale.